# Max Ibel
Max Ibel (Munique, 1 de janeiro de 1896 — Munique, 13 de março de 1981) foi um piloto alemão da Luftwaffe durante a Segunda Guerra Mundial e, depois da guerra, general na Bundeswehr. Foi um dos responsáveis pela criação da Luftwaffe.